# Tysslinge landsfiskalsdistrikt
Tysslinge landsfiskalsdistrikt var 1918-1941 ett landsfiskalsdistrikt i Örebro län, bildat när Sveriges indelning i landsfiskalsdistrikt trädde i kraft den 1 januari 1918, enligt beslut den 7 september 1917. Landsfiskalsdistriktet avskaffades den 1 oktober 1941 (genom kungörelsen 28 juni 1941) när Sverige fick en ny indelning av landsfiskalsdistrikt. Dess ingående områden överfördes då till Örebro landsfiskalsdistrikt.
Landsfiskalsdistriktet låg under länsstyrelsen i Örebro län.

## Ingående områden

### Från 1918
Örebro härad:
- Gräve landskommun
- Kils landskommun
- Mosjö landskommun
- Tysslinge landskommun
- Täby landskommun
- Vintrosa landskommun